# Чуфелла Марзуфелла
«Чуфелла Марзуфелла» — российская рок-группа, одна из ярких представителей «новой волны питерского рока» 1990-х годов. Создана в 1991 году.

## История
Впервые группу с этим названием (вероятнее всего это производное от Чуфело-Марзуфело, так звали нарисованного персонажа книги В. Курчевского «Быль-сказка о карандашах и красках» (М., Педагогика. 1980 г.), ставшего позднее кукольным персонажем детской передачи 1980-х годов «В каждом рисунке солнце») собрали ещё в середине 1991 года курсанты Военно-морского училища подводного плавания Павел Рябухин (вокал, гитара) и Александр Николаев (бас-гитара). Группа несколько раз выступила у себя в училище, однако, вслед за этим развалилась. Под тем же названием группа вновь собралась только два года спустя в Институте киноинженеров, когда к Рябухину и Николаеву, к тому времени уже избавившимся от погон, присоединились Виталий Васильев (гитара, бэк-вокал), и Иван Маликов (барабаны).

## Альбомы
- 1996 — I Wonna Be Your Man
- 1998 — Золото
- 2000 — OZMA & The Garage Express
- 2003 — Гребля
- 2009 — Запах Хвои